# Franz (film)
Ne doit pas être confondu avec Frank (film) ou Frantz (film).
Pour plus de détails, voir Fiche technique et Distribution.
Franz est le premier film réalisé par Jacques Brel . C'est un film dramatique franco-belge coécrit avec Paul Andréota et sorti en 1972. Les acteurs principaux en sont Barbara et Brel.

## Synopsis
Dans une pension pour fonctionnaires d'une ville balnéaire belge, six résidents masculins se remettent d'une opération chirurgicale ou d'une maladie. Leur vie change radicalement quand deux femmes arrivent. Catherine est une bonne vivante, sexuellement libérée tandis que Léonie est réservée et conservatrice. Alors que tous tournent autour de Catherine, Léon, ancien mercenaire belge est attiré par Léonie. Blessé à la jambe au Katanga en 1964 et victime des traumatismes psychologiques de cette guerre, l'ancien militaire doit affronter les farces parfois cruelles des autres convalescents. La mère de Léon, possessive, arrive et lui apporte une détresse émotionnelle supplémentaire. Le couple malheureux lutte afin de surmonter ces obstacles. Tandis que Léonie retrouve sa famille sur un quai de gare, Léon s'enfonce dans la mer du Nord. Il ne sait pas nager…

## Fiche technique
- Réalisation : Jacques Brel
- Scénario : Jacques Brel
- Adaptation et dialogues : Paul Andréota
- Photo : Alain Levent
- Musique : Jacques Brel et François Rauber (valse)
- Décors : Jean Marlier
- Monteurs : Marie-Thérèse Pernet, Jacqueline Thiédot, Denise Vindevogel
- Direction d'orchestre : François Rauber
- Photographe de plateau : André Perlstein
- Production : Michel Ardan
- Son : René Longuet
- Mixage : Maurice Dagonneau
- Société de production : Productions Belles Rives (Paris), Ciné Vog (Bruxelles), Elan Films (Bruxelles)
- Distribution : CCFC (France), Elan Films (Belgique)
- Conseiller technique : Édouard Molinaro
- Durée : 91 minutes

## Distribution
- Jacques Brel : Léon
- Barbara : Léonie
- Danièle Évenou : Catherine
- Simone Max : la mère de Léon
- Fernand Fabre : Antoine
- Louis Navarre : Armond
- Ceel : Pascal
- Serge Sauvion : Serge
- François Cadet : Jules
- Luc Poret : Henri
- Jacques Provins : Grosjean
- Catherine Bady : Mme Grosjean
- Édouard Caillau : Le maître d'hôtel
- André Gevrey : Le cocher

## Lieux de tournage
Franz fut tourné de juin à août 1971 sur la côte belge dans les stations balnéaires de Blankenberge, La Panne, Wenduine et Le Coq-sur-Mer.

## Sortie en salle
Après avoir représenté la Belgique au Festival de Cannes, Franz est sorti le 4 février 1972, mais n'eut pas un grand succès auprès du public (seulement 392 902 entrées en France).